# Аргентинові
Аргентинові (Argentinidae) — родина променеперих риб ряду Аргентиноподібні (Argentiniformes).

## Опис
Це невеличкі риби, що сягають максимум 25 см завдовжки. Виняток становить Argentina silus, що може досягати 75 см. Вони схожі за зовнішнім виглядом на корюшок (родина Osmeridae), але мають набагато менші роти.

## Спосіб життя
Мешкають великими групами поблизу дна. Харчуються планктоном, основу раціону складає криль, також амфіподи, дрібні головоногі, щетинкощелепні і гребневики.

## Значення
Кілька видів виловлюють комерційно і переробляють в рибне борошно.

## Класифікація

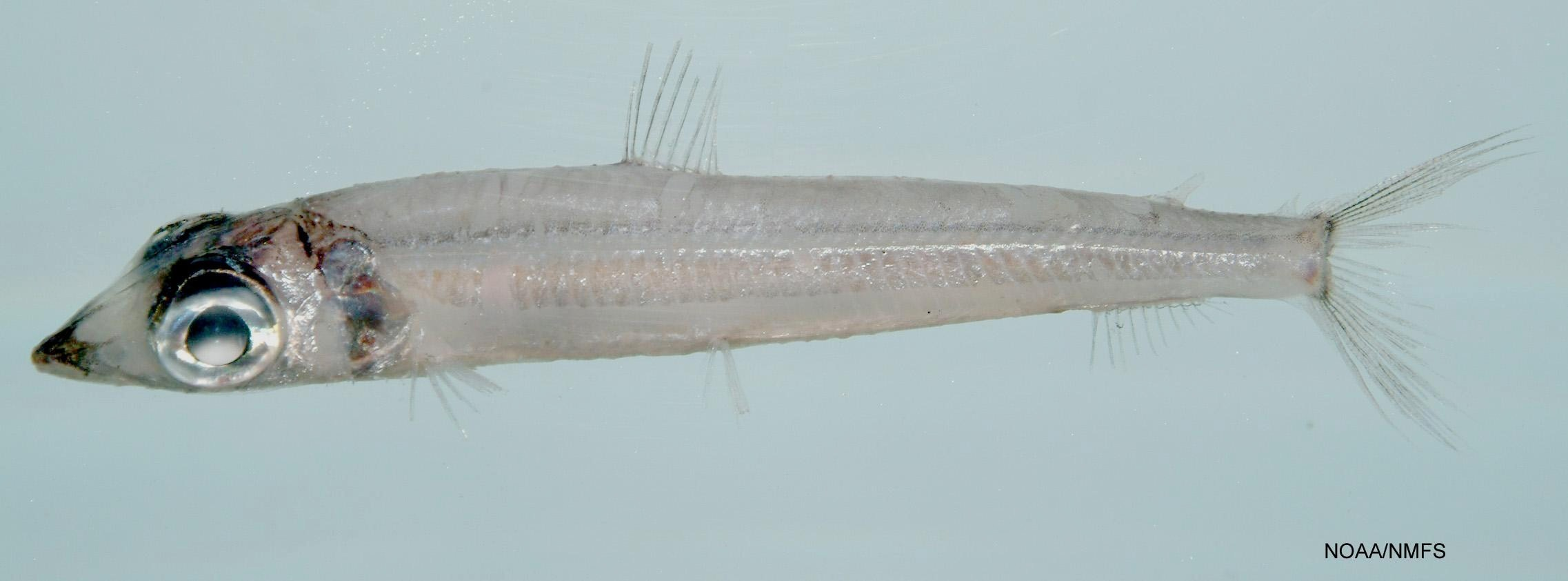
Argentina striata

Родина включає 26 видів у двох родах:
- Рід Argentina (Linnaeus, 1758):
  - Argentina aliceae (Cohen y Atsaides, 1969)
  - Argentina australiae (Cohen, 1958)
  - Argentina brasiliensis (Kobyliansky, 2004)
  - Argentina brucei (Cohen y Atsaides, 1969)
  - Argentina elongata (Hutton, 1879)
  - Argentina euchus (Cohen, 1961)
  - Argentina georgei (Cohen y Atsaides, 1969)
  - Argentina kagoshimae (Jordan y Snyder, 1902)
  - Argentina sialis (Gilbert, 1890)
  - Argentina silus (Ascanius, 1775)
  - Argentina sphyraena (Linnaeus, 1758)
  - Argentina stewarti (Cohen y Atsaides, 1969)
  - Argentina striata (Goode y Bean, 1896)
- Рід Glossanodon (Guichenot, 1867):
  - Glossanodon australis (Kobyliansky, 1998)
  - Glossanodon danieli (Parin y Shcherbachev, 1982 )
  - Glossanodon elongatus (Kobyliansky, 1998)
  - Glossanodon kotakamaru Endo y Nashida, 2010
  - Glossanodon leioglossus (Valenciennes, 1848)
  - Glossanodon lineatus (Matsubara, 1943)
  - Glossanodon melanomanus (Kobyliansky, 1998)
  - Glossanodon mildredae (Cohen y Atsaides, 1969)
  - Glossanodon nazca (Parin y Shcherbachev, 1982)
  - Glossanodon polli (Cohen, 1958)
  - Glossanodon pseudolineatus (Kobyliansky, 1998)
  - Glossanodon pygmaeus (Cohen, 1958)
  - Glossanodon semifasciatus (Kishinouye, 1904)
  - Glossanodon struhsakeri (Cohen, 1970)